# My Little Pony: La película
My Little Pony: La película (en inglés: My Little Pony: The Movie) es una película canadiense-estadounidense animada basada en My Little Pony: La magia de la amistad, siendo parte del relanzamiento de 2010 basada en la línea de juguetes Hasbro. La película fue dirigida por Jayson Thiessen, escrita por Meghan McCarthy, Michael Vogel, Joe Ballarini, y Rita Hsiao, y producida por Stephen Davis, Brian Goldner, Marcia Gwendolyn Jones, y Haven Alexander. La película está protagonizada por el elenco de voces regulares del programa de Tara Strong, Ashleigh Ball, Andrea Libman, Tabitha St. Germain, Cathy Weseluck, y Nicole Oliver retomando sus papeles y las voces invitadas de Emily Blunt, Kristin Chenoweth, Liev Schreiber, Michael Peña, Sia, Taye Diggs, Uzo Aduba y Zoe Saldaña como nuevos personajes. La película sigue a la alicornio Twilight Sparkle, sus cinco amigas ponis –conocidas colectivamente como las "Mane 6"– y su amigo dragón y asistente Spike en una búsqueda para salvar su hogar de Equestria de un malvado conquistador mientras ganan nuevos amigos en el camino y ponen a prueba su amistad y su paciencia.
La película fue producida por Allspark Pictures de Hasbro y animada en DHX Studios Vancouver de DHX Media, usando animación tradicional creada con Toon Boom Harmony. My Little Pony: The Movie se estrenó en Nueva York el 24 de septiembre de 2017, y fue estrenada el 6 de octubre de 2017 en los Estados Unidos por Lionsgate y en Canadá por Entertainment One. Recibió críticas mixtas de los críticos, que criticaron el guion y el ritmo, pero elogiaron la representación femenina. Fue un éxito de taquilla, recaudando $61.3 millones de dólares en todo el mundo contra un presupuesto de $6.5 millones de dólares y convirtiéndose en la película animada más taquillera de Lionsgate hasta la fecha.

## Argumento
Después de los acontecimientos de la séptima temporada de My Little Pony: La magia de la amistad, todos los ponis de la tierra de Equestria se preparan para su primer Festival de la Amistad, supervisado por la Princesa Twilight Sparkle en Canterlot. Sin embargo, el festival es interrumpido cuando unos monstruos comandados por Tempestad, una unicornio con el cuerno corto, invaden Canterlot. Tempestad usa unas piedras mágicas de obsidiana para petrificar a las princesas hermanas de Twilight; la Princesa Celestia le da a la Princesa Luna instrucciones incompletas para buscar ayuda de "la reina de los hipo..." antes de que ambas sean petrificadas. Twilight huye de la ciudad junto a sus cinco amigas, Pinkie Pie, Rainbow Dash, Rarity, Applejack y Fluttershy, y su asistente dragón, Spike. Tempestad es contactada por su superior, el Rey Tormenta, quien le recuerda que reúna a todas las princesas de Equestria para que aproveche su magia a través de su cetro mágico, prometiéndole a cambio de restaurar su cuerno.
Twilight y sus amigas viajan a la ciudad desierta de Klugetown en busca de los "hipopótamos" antes mencionados. Un estafador felino llamado Capper ofrece escoltar al grupo, secretamente con la intención de venderlas para saldar una deuda que tiene con el jefe de la mafia local, Verko. Cuando Capper comienza a desarrollar una amistad genuina con ellas, Twilight descubre un mapa que revela que los "hipopótamos" son en realidad los hipogrifos. Cuando el grupo se prepara para irse, Verko llega para comprar las ponis y expone la traición de Capper. Cuando Tempestad llega en busca de Twilight, el grupo la evade a bordo de una aeronave de entrega, tripulada por un grupo de pájaros comandados por la Capitana Celaeno. Tempestad se lleva a Capper para guiarlo hacia ellas, pero deliberadamente lo envía a espiar para engañar al grupo.
Durante una pausa para el almuerzo, la Capitana Celaeno y su tripulación de la nave permiten a regañadientes el paso del grupo, revelándose como antiguos piratas que han sido forzados al servicio del Rey Tormenta. Rainbow Dash persuade a los piratas para desafiar las órdenes del Rey Tormenta y llevar al grupo al Reino de los Hipogrifos en el Monte Aris. En la celebración, ella realiza su Rainplosión Sónica que inadvertidamente le da su ubicación actual a Tempestad, lo que obliga a Twilight y a sus amigas a escapar en un improvisado globo de aire caliente antes de que Tempestad destruya el barco con los piratas y Capper a bordo.
El grupo llega al Monte Aris, sólo para encontrarlo desierto. Mientras exploran las ruinas, quedan atrapados en una caverna submarina, donde son salvados de ahogarse por la Princesa Skystar y los lleva a su hogar submarino de Seaquestria. Skystar identifica a su especie como los hipogrifos, transformados por una perla mágica utilizada por su madre, la Reina Novo, para esconderse del Rey Tormenta; Novo demuestra su amistad convirtiendo a las ponis en ponis marinos y a Spike en un pez globo. Cuando Novo les niega la perla para usarla contra el Rey Tormenta, Twilight intenta desesperadamente robarla mientras deja que sus amigas distraigan sin darse cuenta a los ponis marinos. Ella involuntariamente activa la alarma, provocando que la indignada reina destierre a todo el grupo a la superficie.
Abandonada por sus amigas por causa de sus acciones, Twilight es secuestrada por Tempestad y llevada ante el Rey Tormenta en Canterlot para que absorba su magia. En el camino, Tempestad se gana la simpatía de Twilight cuando ella le cuenta cómo perdió su cuerno en un ataque de una osa menor cuando era potranca, lo que provocó que sus propios amigos la rechacen por su ahora peligrosa y inestable magia. Mientras tanto, después de que Spike alerta a los amigas de Twilight sobre su captura, Capper, los piratas y Skystar regresan para ayudarlos a infiltrarse en Canterlot y montar un rescate. El Rey Tormenta, por su parte, usa el poder de su cetro para drenar la magia de Twilight y la de las otras princesas, concediéndole poder masivo y control sobre el sol y la luna; y toma represalias conjurando un ciclón en la ciudad con su cetro recién empoderado. Tempestad le pide al Rey Tormenta que cumpla su parte del trato y restaure su cuerno, pero él le revela que sólo la estaba usando y la ataca, traicionando a Tempestad, pero Twilight la salva del ciclón. Rainbow Dash, Applejack, Fluttershy, Pinkie Pie, Rarity y Spike son disparados por un cañón de fiesta y chocan con el Rey Tormenta. Twilight se reúne con sus amigas, quienes luego de reconciliarse trabajan con ella para tomar el cetro. Mientras la magia del cetro se sale de control, el Rey Tormenta y Twilight se apresuran por reclamarlo, y ambos son succionados hacia la tormenta. Pronto los dos vuelven a tierra firme, y el Rey Tormenta intenta convertir a las ponis y al dragón en piedras de obsidiana; pero Tempestad se da cuenta, salta en medio de su ataque y ambos quedan petrificados, haciendo que el cuerpo del Rey Tormenta caiga desde el balcón del castillo; para luego romperse en pedazos, mientras que el grupo usa la magia del cetro para revivir a Tempestad, quien devuelve la magia robada para restaurar a las princesas y la ciudad dañada.
El Festival de la Amistad se reanuda, y los ponis celebran con todos los aliados que el grupo de Twilight ha hecho en su aventura. Tempestad se desanima con su cuerno todavía roto, hasta que Twilight la convence de unirse a la fiesta, produciendo un espectáculo de fuegos artificiales con su magia para el Festival de la Amistad, aceptando felizmente la amistad del grupo, y revela que su verdadero nombre es Fizzlepop Berrytwist, para la gran emoción de Pinkie Pie, dejando a las demás confundidas.
A medida que avanzan los créditos finales al estilo "arte puntiagudo", los ponis, sus nuevos amigos y los Guardias de Tormenta celebran juntos, y la canción de Songbird Serenade pasa a "Off to See the World". Cuando comienza el rastreo final, Spike se despide de la audiencia que se marcha. Gummy, algunos hipogrifos bebés y las amigas ostras de Skystar, Ostrita y Capeto, juegan con el arrastre final. Al final de los créditos finales, la Princesa Celestia levanta el sol.

## Personajes
- Twilight Sparkle: Una unicornio inteligente con alas que es la Princesa de la Amistad de Equestria, y líder de las ponis "Mane 6", representa el Elemento de la Armonía de la Magia con una cutie mark en forma de estrella.[3]
- Fluttershy: Una pegaso que cuida y ama a los animales, y representa el Elemento de la Armonía de la Amabilidad con una cutie mark de 3 mariposas.[3]
- Applejack: Una poni granjera de manzanas y representa el Elemento de la Armonía de la Honestidad con una cutie mark de 3 manzanas.[3]
- Rarity: Una unicornio diseñadora de modas, representa el Elemento de la Armonía de la Generosidad con una cutie mark de 3 diamantes.[3]
- Pinkie Pie: Una poni amante de las fiestas y representa el Elemento de la Armonía de la Risa con una cutie mark de 3 globos.[3]
- Rainbow Dash: Una pegaso voladora y representa el Elemento de la Armonía de la Lealtad, con una cutie mark en forma de un rayo arco iris.[3]
- Spike: Un dragón bebé que es el amigo y asistente de Twilight Sparkle.[3]
- Songbird Serenade: Una pegaso y famosa estrella del pop en Equestria.
- Tempest Shadow (Tempestad en Hispanoamérica): Una unicornio amargada que sirve como la segunda al mando del Rey Storm para reparar su cuerno roto.
- Grubber: Un erizo bromista y glotón, el compañero de Tempest Shadow y el sirviente del Rey Storm.
- Rey Storm (Rey Tormenta en Hispanoamérica): Un despótico sátiro que conquista tierras en busca de una poderosa magia para controlar el clima.
- Reina Novo: La madre de la Princesa Skystar y gobernante de los hipogrifos que se convirtieron en ponis marinos.
- Capper: Un gato callejero antropomórfico antes aristocrático que ahora se gana la vida como estafador. Pero al descubrir la amistad, decide dejar su actividad como estafador y unirse a las Mane 6 y a Spike en su aventura.
- Capitana Celaeno: Una capitana pirata loro humanoide.
- Princesa Skystar: Princesa marina e hipogrifo mágicamente transformada, que vive en el reino submarino de Seaquestria.

## Reparto
| Personaje                                    | Actor/Actriz original Estados Unidos                    | Actor/Actriz de doblaje Hispanoamérica                         | Actor/Actriz de doblaje España                         |
| -------------------------------------------- | ------------------------------------------------------- | -------------------------------------------------------------- | ------------------------------------------------------ |
| Twilight Sparkle                             | Tara Strong (diálogos) Rebecca Shoichet (canciones)     | Carla Castañeda                                                | Yolanda Gispert (diálogos) Minneiah Gordo (canciones)  |
| Fluttershy                                   | Andrea Libman                                           | Maggie Vera                                                    | Carmen Ambrós (diálogos) Eva Martí Ferre (canciones)   |
| Applejack                                    | Ashleigh Ball                                           | Claudia Motta                                                  | Ariadna Jiménez (diálogos) Laura Rojas (canciones)     |
| Rarity                                       | Tabitha St. Germain (diálogos) Kazumi Evans (canciones) | Elsa Covián                                                    | Marina García Guevara (diálogos) Anna Cano (canciones) |
| Pinkie Pie                                   | Andrea Libman (diálogos) Shannon Chan-Kent (canciones)  | Melissa Gedeón                                                 | Carmen Calvell (diálogos) Anna Cano (canciones)        |
| Rainbow Dash                                 | Ashleigh Ball                                           | Analiz Sánchez                                                 | Eva Ordeig (diálogos) Minneiah Gordo (canciones)       |
| Spike                                        | Cathy Weseluck                                          | Cecilia Gómez                                                  | Sofía García                                           |
| Songbird Serenade                            | Sia                                                     | Andrea Orozco (diálogos) Sia (canciones)                       | Cristina Mauri (diálogos) Sia (canciones)              |
| Tempest Shadow (Tempestad en Hispanoamérica) | Emily Blunt                                             | Cony Madera                                                    | Edurne                                                 |
| Grubber                                      | Michael Peña                                            | Víctor Ugarte                                                  | Aleix Estadella                                        |
| Rey Storm (Rey Tormenta en Hispanoamérica)   | Liev Schreiber                                          | Carlos Segundo                                                 | Juan Carlos Gustems                                    |
| Reina Novo                                   | Uzo Aduba                                               | Maru Guzmán                                                    | Alba Solá                                              |
| Capper                                       | Taye Diggs                                              | Esteban Desco (diálogos) Mauren Mendo (canciones)              | Carles Lladó (diálogos) Daniel Munuera (canciones)     |
| Capitana Celaeno                             | Zoe Saldaña                                             | Nallely Solís (diálogos) Diana Terán (canciones)               | Isabel Valls                                           |
| Boyle                                        | Max Martini                                             | Víctor Hugo Aguilar                                            | Ricky Coello                                           |
| Primer Oficial Mullet                        | Mark Oliver                                             | José Luis Orozco (diálogos) Ulises Maynardo Zavala (canciones) |                                                        |
| Colmillos                                    | Peter New                                               | Luis Alfonso Mendoza                                           | Ramón Canals                                           |
| Princesa Skystar                             | Kristin Chenoweth                                       | María Fernanda Morales (diálogos) Roxana Puente (canciones)    | Lourdes Fabrés                                         |
| Lix Spittle                                  | Nicole Oliver                                           | Mónica Villaseñor (diálogos) Karla Verón (canciones)           | Gloria González (diálogos) Elena Garcel (canciones)    |
| Verko                                        | Brian Dobson                                            | Mauricio Pérez                                                 | Iván Cánovas                                           |
| Princesa Celestia                            | Nicole Oliver                                           | Rebeca Patiño                                                  | Carmen Calvell                                         |
| Princesa Cadance                             | Britt McKillip                                          | Romina Marroquín Payró                                         | Elisabet Bargalló                                      |
| Princesa Luna                                | Tabitha St. Germain                                     | Laura Ayala                                                    | Carmen Ambrós                                          |
| Apple Bloom                                  | Michelle Creber                                         | Susana Moreno                                                  |                                                        |
| Big Macintosh                                | Peter New                                               | Héctor Moreno                                                  |                                                        |
| Bulk Biceps                                  | Michael Dobson                                          | Dan Osorio                                                     |                                                        |

## Producción

### Desarrollo
En la Comic-Con Internacional de San Diego en 2012, la escritora principal de My Little Pony: Friendship is Magic, Meghan McCarthy, comentó sobre la posibilidad de una película basada en la serie, diciendo que no estaba bajo su control si la película se realizaría o no. La película se anunció el 20 de octubre de 2014, con Joe Ballarini como guionista y McCarthy como coproductora ejecutiva. El presidente de Hasbro Studios, Stephen Davis, dijo sobre la película que "creo que nos da la oportunidad de contar una historia más grande, que tal vez no podamos contar en televisión" y que "es también una oportunidad para ampliar la franquicia". La película fue una de las primeras producidas a través del sello cinematográfico autofinanciado de Hasbro Studios, Allspark Pictures, que también produjo la adaptación de acción real de Jem and the Holograms. Durante PonyCon AU el 22 de febrero de 2015 junto con su colega escritora, Gillian M. Berrow, McCarthy dijo que la película no estaría relacionada con la franquicia derivada de Equestria Girls, y que el equipo "haría todo lo posible para hacer seguro que no se siente como un episodio extendido".
Se confirmó que el director supervisor de la serie, Jayson Thiessen, dirigiría la película, mientras que se anunció que McCarthy escribiría la película. Se suponía que McCarthy trabajaría en la temporada 5 de la serie, pero dejó de escribir la película, mientras que Thiessen anunció en Twitter que después del final de la temporada 5, dejaría el cargo de director supervisor de la serie de televisión para trabajar a tiempo completo en la película. Michael Vogel, escritor de la serie, firmó como coproductor ejecutivo junto con McCarthy, con Davis y el director ejecutivo de Hasbro, Brian Goldner, como productores. Vogel, Ballarini y Rita Hsiao fueron anunciados más tarde como coguionistas junto a McCarthy.
El 30 de abril de 2016, el arte conceptual y otra información se revelaron oficialmente en PonyRadioCon en Moscú; el panel incluyó detalles adicionales de la trama, como la transformación de los personajes principales en "ponis marinos" durante una parte de la película.

### Casting
El anuncio inicial de Lionsgate enumeró al elenco principal de My Little Pony: Friendship is Magic: Tara Strong, Ashleigh Ball, Andrea Libman, Tabitha St. Germain y Cathy Weseluck, repitiendo sus papeles junto a la actriz Kristin Chenoweth como un nuevo personaje. El 12 de febrero de 2016, se anunció que Emily Blunt se unió al elenco de voces. Para el 27 de abril de 2016, los actores Michael Peña y Uzo Aduba estaban en negociaciones para unirse al elenco. El 16 de mayo, Liev Schreiber y Taye Diggs fueron adiciones confirmadas al elenco. El 20 de junio, Ball declaró a través de Twitter que había comenzado a grabar las canciones de la película. En la Comic-Con de San Diego en julio de 2016, se anunció que la cantante Sia interpretaría a un nuevo personaje de "pony estrella del pop" llamado Songbird Serenade. El 11 de enero de 2017, Variety informó que Zoe Saldaña se había unido al elenco. La actriz de voz de My Little Pony: Friendship is Magic, Nicole Oliver, confirmó a través de Twitter el 23 de enero que ella también formaría parte del elenco de la película, repitiendo su papel como la Princesa Celestia.

### Animación
Al igual que la serie My Little Pony: Friendship is Magic y anteriores películas derivadas animadas de Equestria Girls, la animación de la película se realizó principalmente en DHX Studios Vancouver (específicamente, su unidad de animación 2D) en Canadá y se subcontrató a Top Draw Animation en Filipinas, con trabajo adicional de Feitong Cartoon en China continental y Copa Studio en Brasil solo para esta película.
El 2 de abril de 2016, Michel Gagné, después de recibir un correo electrónico de Thiessen, quienes habían trabajado juntos en Insanely Twisted Shadow Puppets en 2004, se tomó una pausa de ocho meses de Spider-Man: Into the Spider-Verse y se unió a la película como protagonista de los efectos especiales. A principios de octubre de 2016, Gagné informó que Nik Gipe fue contratado en el personal de la película como su asistente. También mencionó que la película estaba siendo animada usando el software Harmony de Toon Boom Animation en lugar del habitual Adobe Flash. El software de animación utilizado en la serie de televisión aparentemente parecía demasiado barato para ser utilizado en una película teatral. Varios miembros del equipo, incluidos Thiessen, Gagné, la directora de arte Rebecca Dart, la jefa de historia Doron Mier, la artista del guion gráfico Joclean Thiessen, la esposa de Thiessen y el consultor creativo Kevin Munroe, quien también fue artista del guion gráfico en la película, dijeron que querían para agregar "cambios simples pero impactantes" a los diseños para la pantalla grande, como profundidad y sombras para los ojos y oídos de los personajes, y la impresión de muescas en forma de corazón en la parte inferior de sus cascos, manteniendo la apariencia y la sensación del espectáculo, que gracias a Toon Boom les permitió hacer.
Según el director de fotografía Anthony Di Ninno, el equipo usó el modelado 3D en Autodesk Maya para determinar las ubicaciones de las cámaras, los lentes, los ángulos, la iluminación aproximada, la ubicación de los personajes y los accesorios, y de qué manera mirarían y expresarían los personajes mientras el equipo de composición usaba Toon Boom y Adobe After Effects y la pintura de fondo se hizo en Photoshop. El equipo de previsualización pudo usar los fondos 3D, que se volvieron más detallados a lo largo del desarrollo de la película, para integrar los modelos de personajes 3D y probar las animaciones de Toon Boom encima de estas escenas usando la ubicación establecida por Maya, lo que aceleró la producción.

### Música
La banda sonora oficial de la película fue lanzada el 22 de septiembre de 2017 por RCA Records.
Las canciones y la partitura de la película fueron compuestas por el compositor de My Little Pony: Friendship is Magic, Daniel Ingram, en lugar de que las canciones fueran compuestas por Ingram y la partitura por William Anderson. Ingram anunció por primera vez en GalaCon 2015 que colaboraría con una orquesta de estudio en vivo para la película. Sobre su composición para la película, Ingram dijo: "Tuve que desafiarme a mí mismo para ir más allá de lo que se había hecho en el programa de televisión; para escribir más grande, más épica". Se afirmó a través del panel de PonyRadioCon que la película tendría un total de ocho canciones originales. El 17 de noviembre de 2015, el orquestador de partituras de fondo, Steffan Andrews, quien dejó la serie después de que terminó la temporada 4, anunció a través de Twitter que volvería a trabajar en la película. El tuit en cuestión se eliminó en noviembre de 2016, pero Andrews recibió un crédito especial de agradecimiento. En la presentación para inversores de la Feria del Juguete de Hasbro el 17 de febrero de 2017, se anunció que habría siete canciones. Se crearon 5800 páginas de partituras para todas las partes orquestales de la partitura. La grabación de la partitura comenzó en Nashville el 5 de junio de 2017, interpretada por la Nashville Scoring Orchestra y dirigida por David Shipps, y terminó el 11 de junio con música adicional escrita por Joseph Magee, Caleb Chan y Trevor Hoffman.
Sia contribuyó con una canción original a la película, "Rainbow", que se lanzó como sencillo el 15 de septiembre de 2017. Un video musical de la canción fue lanzado más tarde por Entertainment Weekly el 19 de septiembre. El video fue dirigido por Daniel Askill y presenta un espectáculo de danza de Maddie Ziegler, una colaboradora anterior de Sia, intercalado con escenas de la película. La banda danesa, Lukas Graham, también contribuyó con una canción original para la película titulada "Off to See the World", que se usó en el primer tráiler de la película y se reprodujo durante los créditos finales. Otros artistas incluidos en el álbum son DNCE y CL. La partitura de la película se lanzó en Spotify el 7 de octubre de 2017. Presenta una canción cortada de la película titulada "Equestria" que originalmente iba a reproducirse al principio, pero fue cortada favor de la versión de Rachel Platen de "We Got the Beat".
La producción de la película terminó el 29 de julio de 2017, según anunció Thiessen.

## Estreno
El 7 de agosto de 2015, Lionsgate anunció que distribuiría la película en los Estados Unidos y vendería los derechos de distribución de la película en todo el mundo, excepto en China continental. La película se exhibió en el Festival de Cine de Cannes de 2016 el 10 de mayo, junto con otras ocho funciones de Lionsgate para ayudar a vender la película a distribuidores internacionales.
El estreno de la película en los Estados Unidos y Canadá estaba previsto inicialmente para el 3 de noviembre de 2017, pero posteriormente se adelantó al 6 de octubre de 2017. El estreno privado se celebró en Nueva York el 24 de septiembre de 2017, doce días antes del estreno nacional. En Canadá, la película fue distribuida por Entertainment One Films, que en ese momento poseía los derechos nacionales de las películas de Lionsgate. En cines, la película contó con un cortometraje animado de 5 minutos de la serie web de Hasbro Studios, Hanazuki: Full of Treasures.